# Copa Mundial de Sóftbol Femenino Sub-15 de 2023
La Copa Mundial de Sóftbol Femenino Sub-15 de 2023 fue la primera edición de la Copa Mundial de Sóftbol Femenino Sub-15 celebrada en Tokio,  Japón, del 21 al 29 de octubre, y contó con la participación de 12 selección nacionales de cinco continentes. Fue el primer campeonato mundial de sóftbol juvenil jugado en Japón, después de que se organizaron tres Copas Mundiales de Sóftbol Femenino en 1970 en Osaka, 1998 en Fujinomiya y 2018 en Chiba.
Estados Unidos se impuso 3:0 en el enfrentamiento sin precedentes con Puerto Rico en la final de la Copa Mundial inaugural de Sóftbol Femenino Sub-15 en el Estadio Ota en Tokio. Estados Unidos ahora posee todos los títulos del Campeonato Mundial de sóftbol femenino, es decir, las coronas WBSC Sub-15, Sub-18 y Senior. Más temprano ese mismo día, Japón venció a China Taipéi para reclamar la medalla de bronce.
Aspen Boulware de Estados Unidos, fue nombrada la Jugadora Más Valiosa en la Copa Mundial de Sóftbol Femenino Sub-15, donde también fue incluida como parte de los destacados jardines del Equipo Mundial.

## Elección de la sede
La presentación del nuevo torneo ocurrió el 26 de febrero de 2021, cuando la WBSC anunció su Calendario para las Copas Mundiales de Sóftbol para los próximos nueve años en el periodo de competencias 2021-2029. 
El 9 de junio de 2022 la Confederación Mundial de Béisbol y Sóftbol otorgó los derechos de hospedaje de la Copa Mundial de Sóftbol Femenina Sub-15 inaugural a la Asociación de Sóftbol de Japón (JSA) luego de la reunión de su Junta Ejecutiva. La primera edición de la nueva Copa del Mundo se jugaría en Tokio en octubre de 2023 contando con las mejores jugadoras del mundo de 12 países.  La candidatura de JSA ganó la carrera contra Lima, Perú. 
El nombramiento de Tokio como sede de la Copa Mundial de Sóftbol Femenino Sub-15 de la WBSC, un evento centrado en la juventud, dos años después de la exitosa competencia de sóftbol en los Juegos Olímpicos de Tokio 2020, se suma al legado de los Juegos de Tokio, que vieron a Japón reclamar la medalla de oro venciendo a Estados Unidos en la final. 
El 1º de julio de 2022 los organizadores dieron a conocer que el torneo se jugará en el Complejo Deportivo del Parque Olímpico de Komazawa, un legado de los Juegos Olímpicos de Tokio 1964. Las instalaciones del Parque Olímpico de Komazawa se utilizaron como sitios para hockey sobre césped, lucha libre, voleibol, fútbol y otros eventos. Se agregaron instalaciones de béisbol y ciclismo después de los Juegos cuando el parque se transformó en un centro deportivo público para los ciudadanos de Tokio. 
El estadio de béisbol de césped artificial con capacidad para 3.000 asientos fue renovado en agosto de 2019 e incluye vestuarios totalmente equipados para equipos y oficiales y un campo de juego perfecto para ofrecer una experiencia increíble para los jóvenes atletas participantes.
La JSA también anunció que se utilizarán dos lugares adicionales durante el torneo: el Campo de Béisbol del Centro Deportivo Okura de la Ciudad de Setagaya albergará algunos juegos de la Ronda Preliminar, mientras que el Estadio Ota albergará los juegos de la Super Ronda y las finales, con 3223 capacidades.
| Tokio, Japón                                       | Tokio, Japón                                | Tokio, Japón          |
| Ronda de Apertura y Ronda de Clasificación         | Ronda de Apertura                           | Súper Ronda y Finales |
| Komazawa, Tokio                                    | Setagaya, Tokio                             | Ota, Tokio            |
| -------------------------------------------------- | ------------------------------------------- | --------------------- |
| Complejo Deportivo del Parque Olímpico de Komazawa | Campo de Béisbol del Centro Deportivo Okura | Estadio Ota           |
|                                                    |                                             |                       |
| Capacidad: 3000                                    | Capacidad: 3223                             | Capacidad: 10000      |
| Equipo local: Black Rams Tokyo                     | Equipo local:                               | Equipo local: Subaru  |

## Árbitros
Director de Árbitros:  William Leigh Evans

Asistente del Director de Árbitros:
 Paulo Tabirara

Árbitros:
- Jo Boyeon
- Sasajima Ayaka
- Megan Hylton
- ReneHu Tsang-Sheng
- Yabe Miki
- Derrin Clark
- William Osbel López Pellot
- Tanaka Katsuhiro
- Brydon Lloyd

Wells
- Cheng Tao
- Hashimoto Takashi
- Ismail Rosli Bin
- Eliazim Raúl Salazar Leal
- Ogawa Koji

## Formato de competición
Las 12 naciones participantes abrirán el torneo divididas en dos grupos de seis equipos. Los tres primeros de cada grupo avanzarán a la Súper Ronda, y los dos primeros de esta etapa avanzarán a la Final del Campeonato. Los seis equipos ingresarán a la Súper Ronda manteniendo sus respectivos récords de enfrentamientos directos en la Ronda Inaugural. 
La fase de grupos contará con 25 partidos que se disputarán en Komazawa y Setagaya del 21 al 24 de octubre. Los tres primeros clasificados de cada grupo avanzarán a la Súper Ronda, mientras que los otros cinco equipos jugarán en la Ronda de Colocación. En esta fase serán 15 partidos en Komazawa y el Estadio de Ota del 26 al 28 de octubre. El partido por la medalla de bronce y la final del campeonato mundial se jugarán en el estadio de Ota el 29 de octubre.

## Clasificación y equipos participantes
Con el formato aprobado de 12 equipos nacionales, la WBSC ha distribuido los cupos continentales de la siguiente manera:
- Wild card Anfitrión 1 cupo:  Japón
- WBSC Oceanía 1 cupo:  Nueva Zelanda [5]
- WBSC Europe 2 cupos:  República Checa,  Italia[6]
- WBSC Américas 4 cupos:  Estados Unidos,  México,  Puerto Rico,  Brasil [7]
- WBSC Asia 2 cupos:  China Taipéi,  Filipinas [8][9]
- WBSC Africa 1 cupo:  Uganda
- Wild card 1 cupo:  Perú [10]

Los participantes fueron determinados a través de los campeonatos continentales de América y Asia, y designados por el resto de las confederaciones continentales.
| Equipo          | Ranking | Participaciones anteriores | Mejor resultado |
| --------------- | ------- | -------------------------- | --------------- |
| Japón           | 2       | Torneo nuevo               | Torneo nuevo    |
| Nueva Zelanda   | 23      | Torneo nuevo               | Torneo nuevo    |
| República Checa | 10      | Torneo nuevo               | Torneo nuevo    |
| Italia          | 8       | Torneo nuevo               | Torneo nuevo    |
| Estados Unidos  | 1       | Torneo nuevo               | Torneo nuevo    |
| México          | 6       | Torneo nuevo               | Torneo nuevo    |
| Puerto Rico     | 3       | Torneo nuevo               | Torneo nuevo    |
| Brasil          | 16      | Torneo nuevo               | Torneo nuevo    |
| China Taipéi    | 5       | Torneo nuevo               | Torneo nuevo    |
| Filipinas       | 21      | Torneo nuevo               | Torneo nuevo    |
| Uganda          | NR      | Torneo nuevo               | Torneo nuevo    |
| Perú            | 18      | Torneo nuevo               | Torneo nuevo    |

## Ronda de Apertura
Los partidos se celebraron del 21 al 25 de octubre de 2023, repartidos entre el Complejo Deportivo del Parque Olímpico de Komazawa y el Campo de Béisbol del Centro Deportivo Okura. 

### Grupo A
| Pos | Equipo        | JJ | JG | JP | CA | CP | DC  | Dif | Calificación           |
| --- | ------------- | -- | -- | -- | -- | -- | --- | --- | ---------------------- |
| 1   | Japón         | 5  | 5  | 0  | 35 | 0  | +35 | -   | Súper Ronda            |
| 2   | China Taipéi  | 5  | 4  | 1  | 21 | 3  | +18 | 1   | Súper Ronda            |
| 3   | México        | 5  | 3  | 2  | 17 | 8  | +9  | 2   | Súper Ronda            |
| 4   | Italia        | 5  | 2  | 3  | 16 | 23 | -7  | 3   | Ronda de Clasificación |
| 5   | Perú          | 5  | 1  | 4  | 9  | 34 | -25 | 4   | Ronda de Clasificación |
| 6   | Nueva Zelanda | 5  | 0  | 5  | 4  | 34 | -30 | 5   | Ronda de Clasificación |

### Grupo B
| Pos | Equipo          | JJ | JG | JP | CA | CP | DC  | Dif | Calificación           |
| --- | --------------- | -- | -- | -- | -- | -- | --- | --- | ---------------------- |
| 1   | Estados Unidos  | 5  | 5  | 0  | 58 | 0  | +58 | -   | Súper Ronda            |
| 2   | Puerto Rico     | 5  | 4  | 1  | 35 | 7  | +28 | 1   | Súper Ronda            |
| 3   | Filipinas       | 5  | 2  | 3  | 11 | 30 | -19 | 3   | Súper Ronda            |
| 4   | República Checa | 5  | 2  | 3  | 15 | 36 | -21 | 3   | Ronda de Clasificación |
| 5   | Brasil          | 5  | 2  | 3  | 12 | 23 | -11 | 3   | Ronda de Clasificación |
| 6   | Uganda          | 5  | 0  | 5  | 0  | 35 | -35 | 5   | Ronda de Clasificación |

Según criterios de desempate, Filipinas y República Checa recibieron 8 carreras en contra y Brasil 10. Como Filipinas derrotó 3:2 a República Checa, se ordenan de esta manera. 

## Ronda de Clasificación
Los partidos se celebraron del 26 al 28 de octubre de 2023 en el Complejo Deportivo del Parque Olímpico de Komazawa.
| Pos | Equipo          | JJ | JG | JP | CA | CP | DC  | Dif |
| --- | --------------- | -- | -- | -- | -- | -- | --- | --- |
| 1   | República Checa | 5  | 5  | 0  | 35 | 17 | +18 | -   |
| 2   | Italia          | 5  | 4  | 1  | 33 | 14 | +19 | 1   |
| 3   | Perú            | 5  | 3  | 2  | 23 | 22 | +1  | 2   |
| 4   | Brasil          | 5  | 2  | 3  | 24 | 16 | +8  | 3   |
| 5   | Nueva Zelanda   | 5  | 1  | 4  | 13 | 24 | -11 | 4   |
| 6   | Uganda          | 5  | 0  | 5  | 0  | 35 | -35 | 5   |

## Súper Ronda
Los partidos se celebraron del 27 al 28 de octubre de 2023 en el Estadio Ota.
| Pos | Equipo         | JJ | JG | JP | CA | CP | DC  | Dif | Calificación |
| --- | -------------- | -- | -- | -- | -- | -- | --- | --- | ------------ |
| 1   | Estados Unidos | 5  | 4  | 1  | 42 | 3  | +39 | -   | Final        |
| 2   | Puerto Rico    | 5  | 4  | 1  | 14 | 10 | +4  | -   | Final        |
| 3   | Japón          | 5  | 4  | 1  | 17 | 4  | +13 | -   | Tercer lugar |
| 4   | China Taipéi   | 5  | 2  | 3  | 12 | 15 | -3  | 2   | Tercer lugar |
| 5   | México         | 5  | 1  | 4  | 13 | 16 | -3  | 3   |              |
| 6   | Filipinas      | 5  | 0  | 5  | 6  | 56 | -50 | 4   |              |

Según criterios de desempate por carreras permitidas en contra, Estados Unidos, Puerto Rico y Japón se ubican de esta manera. 

## Ronda Final

### Tercer Lugar
| 29 de octubre de 2023 | Japón | 2:0 | China Taipéi | Estadio Ota, Tokio           |                              |
| 11:00                 |       |     |              | Asistencia: 580 espectadores | Asistencia: 580 espectadores |

### Final
| 29 de octubre de 2023 | Estados Unidos | 3:0 | Puerto Rico | Estadio Ota, Tokio            |                               |
| 14:00                 |                |     |             | Asistencia: 1200 espectadores | Asistencia: 1200 espectadores |

## Posiciones finales
La siguiente tabla muestra las posiciones finales de los equipos nacionales. 
| Pos | Equipo          | JG | JP | Resultado              |
| --- | --------------- | -- | -- | ---------------------- |
|     | Estados Unidos  | 8  | 1  | Medalla de oro         |
|     | Puerto Rico     | 7  | 2  | Medalla de plata       |
|     | Japón           | 8  | 1  | Medalla de bronce      |
| 4   | China Taipéi    | 5  | 4  | Cuarto lugar           |
| 5   | México          | 4  | 4  | Súper Ronda            |
| 6   | Filipinas       | 2  | 6  | Súper Ronda            |
| 7   | República Checa | 5  | 3  | Ronda de Clasificación |
| 8   | Italia          | 4  | 4  | Ronda de Clasificación |
| 9   | Perú            | 3  | 5  | Ronda de Clasificación |
| 10  | Brasil          | 3  | 5  | Ronda de Clasificación |
| 11  | Nueva Zelanda   | 1  | 7  | Ronda de Clasificación |
| 12  | Uganda          | 0  | 8  | Ronda de Clasificación |

## Líderes individuales

### Bateo
| Estadística                                           | Jugador                 | Total/Avg |
| ----------------------------------------------------- | ----------------------- | --------- |
| Average (mínimo 2.1 comparecencias al bate por juego) | Samantha Jordyn Alekman | .525      |
| Average (mínimo 2.1 comparecencias al bate por juego) | Brooklyn Marie Paratore | .615      |
| Average (mínimo 2.1 comparecencias al bate por juego) | Stevie Laine South      | .588      |
| Carreras impulsadas                                   | Nia Ayann Meléndez      | 9         |
| Carreras impulsadas                                   | Yamilette Córdova       | 8         |
| Carreras impulsadas                                   | Jordyn Reel Johnsen     | 7         |
| Carreras impulsadas                                   | Samantha Jordyn Alekman | 7         |
| Home Runs                                             | Aspen Boulware          | 4         |
| Home Runs                                             | 5 empatados             | 1         |

### Pitcheo
| Estadística                                                           | Jugador                 | Total/Avg |
| --------------------------------------------------------------------- | ----------------------- | --------- |
| Promedio de carreras limpias (mínimo 2.2 entradas lanzadas por juego) | Taliah Grace Murría     | 0.72      |
| Promedio de carreras limpias (mínimo 2.2 entradas lanzadas por juego) | Liliana Acosta          | 1.75      |
| Promedio de carreras limpias (mínimo 2.2 entradas lanzadas por juego) | Esther da Rosa Carvalho | 2.39      |
| Ponches                                                               | Macie Leigh Bryant      | 39        |
| Ponches                                                               | Brianna Vick Silva      | 33        |
| Ponches                                                               | Taliah Grace Murría     | 31        |
| Juegos ganados                                                        | Taliah Grace Murría     | 4         |
| Juegos ganados                                                        | Giulia Squalizza        | 3         |
| Juegos ganados                                                        | 11 empatados            | 2         |

## Reconocimientos
| Reconocimiento      | Reconocimiento      | Jugador               |
| ------------------- | ------------------- | --------------------- |
| Jugador más valioso | Jugador más valioso | Aspen Boulware        |
| Equipo Mundial      | Lanzador abridor    | Taliah Grace Murría   |
| Equipo Mundial      | Lanzador relevista  | Kira Yuri             |
| Equipo Mundial      | Receptor            | Kagen Yumeka          |
| Equipo Mundial      | Primera base        | Sabrina Adriana Boyer |
| Equipo Mundial      | Segunda base        | Alejandra Marie Pérez |
| Equipo Mundial      | Tercera base        | Nakanishi Hana        |
| Equipo Mundial      | Campo corto         | Yamilette Córdova     |
| Equipo Mundial      | Jardinero           | Aspen Boulware        |
| Equipo Mundial      | Jardinero           | Wu Yu-Ling            |
| Equipo Mundial      | Jardinero           | Tien Yi-Hsuan         |
| Equipo Mundial      | Bateador designado  | Nia Ayann Meléndez    |